# Pieter Nason
Pieter Nason (Amsterdam, ca. 1612 - Den Haag, 1688/90) was een Nederlandse kunstschilder. Hij werd lid van de Den Haagse Sint-Lucasgilde in 1639 en een van de 47 leden die in 1656 de Confrerie Pictura oprichtte. Mogelijk was hij een leerling van Jan van Ravesteyn en er wordt aangenomen dat zijn naam werd verwijderd van schilderijen die eerst werden toegewezen aan Mierevelt, Moreelse en zeker Ravesteyn. Het staat vast dat hij portretten schilderde van Johan Maurits van Nassau-Siegen en van koning Karel II van Engeland. De datum van zijn overlijden is niet bekend maar hij stierf bejaard.

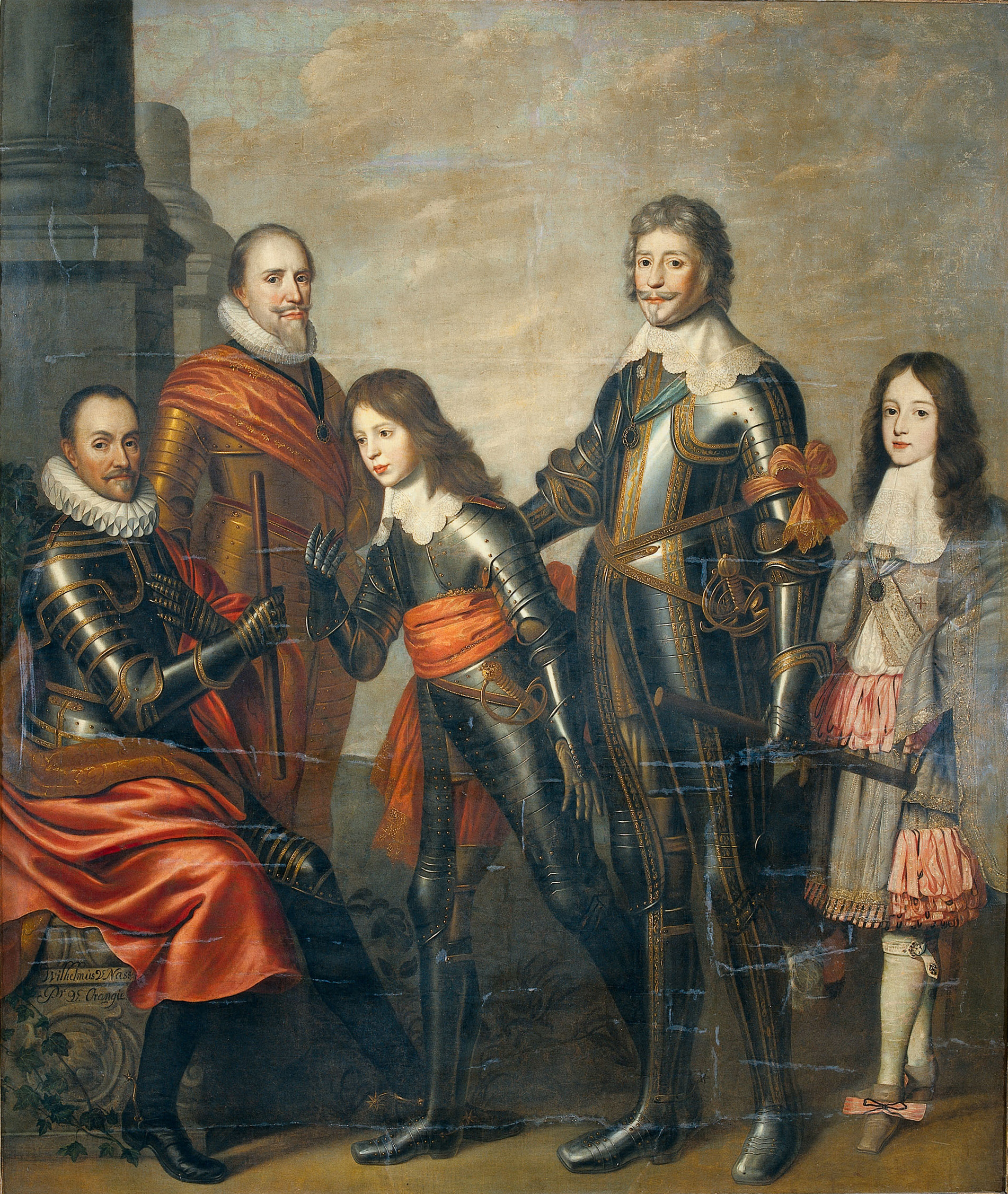
Vier generaties prinsen van Oranje - Willem I, Maurits en Frederik Hendrik, Willem II, Willem III, (1662)
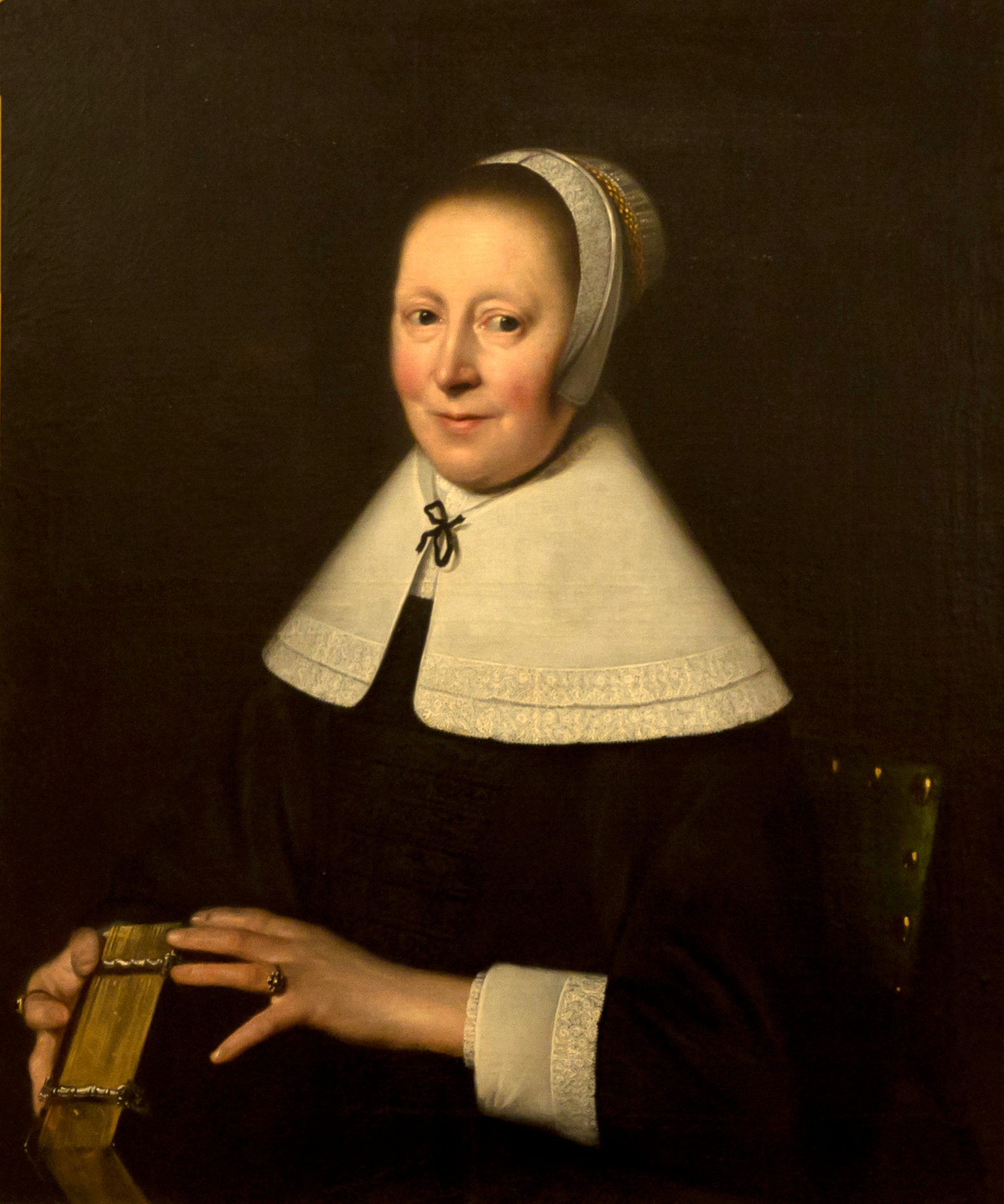
Portret van een vrouw, (1655)

- Biografisch Portaal: 25629972
- Gemeinsame Normdatei: 133852644
- National Gallery of Victoria: 3411
- RKD-Nederlands Instituut voor Kunstgeschiedenis: 58892
- Union List of Artist Names: 500002649
- Virtual International Authority File: 122066430
- WorldCat: E39PBJjxrpdPV4wFGmTwXjBwYP